# روري بالمر
روري بالمر (بالإنجليزية: Rory Palmer)‏ هو سياسي بريطاني، ولد في 19 نوفمبر 1981 في المملكة المتحدة. حزبياً، نشط في حزب العمال. وقد انتخب عضو في البرلمان الأوروبي عن دائرة East Midlands (European Parliament constituency) ‏ لترشحه ضمن قائمة حزب العمال، وقد انضم خلال فترته النيابية (3 أكتوبر 2017 – ) للكتلة البرلمانية التحالف التقدمي للاشتراكيين والديمقراطيين.